# Кисневий конвертор
Кисневий конвертор — агрегат в якому реалізують киснево-конверторний спосіб одержання сталі.

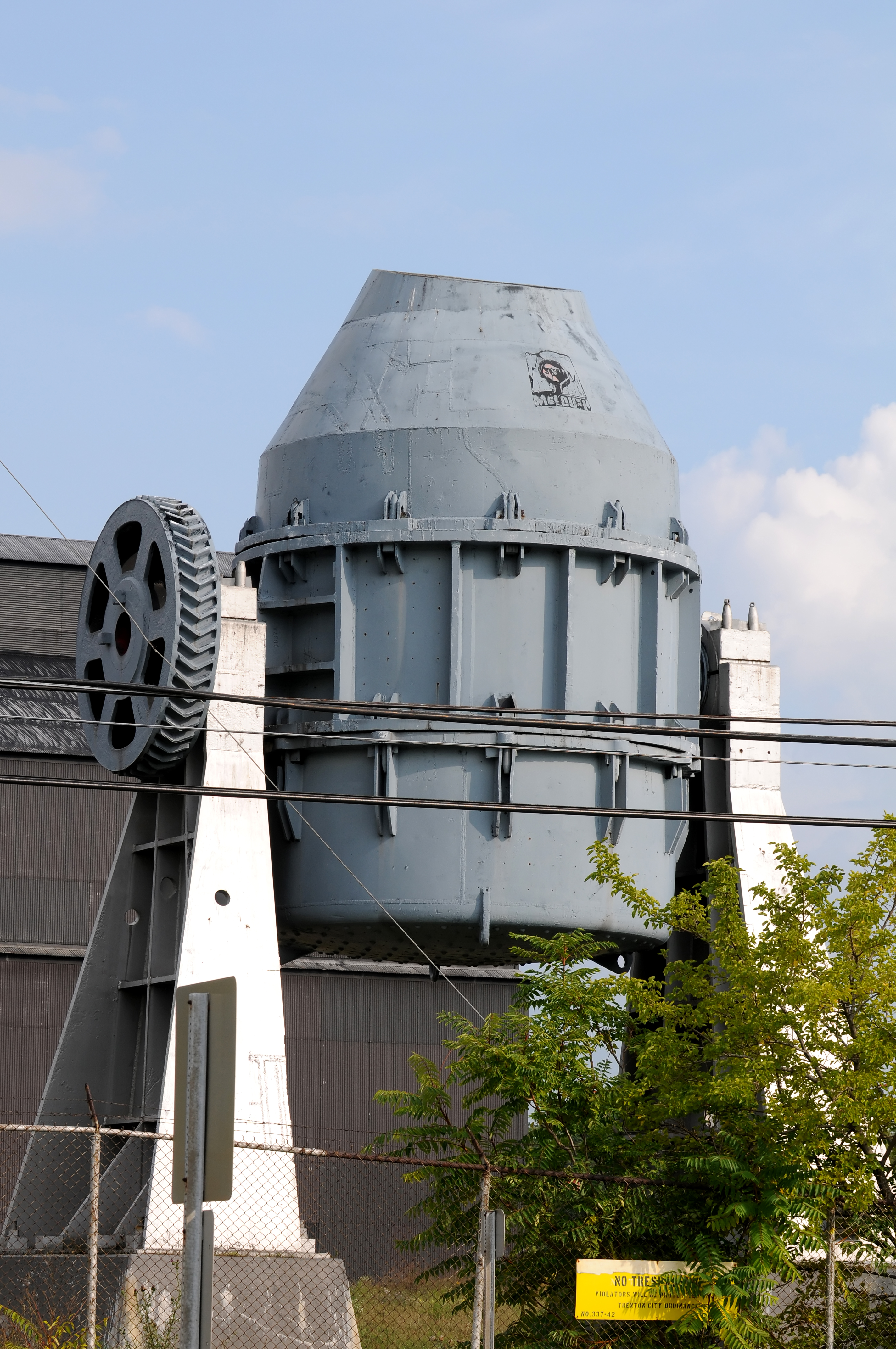
Кисневий конвертер. США.

Принцип роботи оснований на продувці розплавленого чавуну киснем, який окиснює домішки, які містяться в чавуні. Кисневий конвертор являє собою стальну посудину грушоподібної форми, яка футерована вогнетривкою цеглою.

Конвертор спирається на дві цапфи, які підтримують його і дозволяють повертати навколо горизонтальної осі. Подача кисню під тиском 0,8 — 1,2 МПа здійснюється по фурмі, що охолоджується водою.
Перед початком процесу в конвертор завантажують залізну руду, стальний брухт, вапно і заливають рідкий чавун. В конвертор опускають фурму і починають продувку киснем. Кисневий струмінь при попаданні в рідкий чавун насамперед окиснює залізо з утворенням його закису (FeO). Закис заліза частково переходить у шлак, а частково розчиняється в рідкому металі, що сприяє окисненню інших складових чавуну: одні з них згорають і утворюють шлак, інші — видаляються у вигляді газів.